# Nguyễn Thị Oanh (Leichtathletin, 1995)
Nguyễn Thị Oanh (* 15. August 1995 in Bắc Giang) ist eine vietnamesische Leichtathletin, die sowohl im Hindernislauf als auch im Mittelstreckenlauf an den Start geht.

## Sportliche Laufbahn
Erste internationale Erfahrungen sammelte Nguyễn Thị Oanh im Jahr 2013, als sie bei den Südostasienspielen in Naypyidaw in 10:30,92 min die Silbermedaille im Hindernislauf hinter der Indonesierin Rini Budiarti gewann. Im Jahr darauf siegte sie bei den Juniorenasienmeisterschaften in Taipeh in 10:19,34 min im Hindernislauf. 2017 nahm si erstmals an den Südostasienspielen in Kuala Lumpur teil und siegte dort in 4:20,51 min im 1500-Meter-Lauf sowie in 17:23,20 min auch über 5000 Meter. 2018 gewann sie bei den Hallenasienmeisterschaften in Teheran in 4:28,87 min die Bronzemedaille über 1500 Meter hinter der Sri-Lankerin Gayanthika Abeyrathne und Tatjana Nerosnak aus Kasachstan und auch im 3000-Meter-Lauf gewann sie in 9:48,48 min die Bronzemedaille hinter Nerosnak und Gulschanoi Satarowa aus Kirgisistan. Ende August nahm sie erstmals an den Asienspielen in Jakarta teil, bei denen sie mit neuem Landesrekord von 9:43,83 min ebenfalls die Bronzemedaille hinter der Bahrainerin Winfred Mutile Yavi und der Inderin Sudha Singh gewann. Sie nahm auch im 1500-Meter-Lauf teil und belegte dort in 4:15,49 min den vierten Platz. Im Jahr darauf erreichte sie bei den Asienmeisterschaften in Doha in 4:19,64 min und 10:08,45 min die Ränge fünf und acht über 1500 Meter und im Hindernislauf. Im Dezember feierte sie bei den Südostasienspielen in Capas einen Dreifacherfolg über 1500- und 5000-Meter sowie im Hindernislauf. 2022 siegte sie dann bei den Südostasienspielen in Hanoi erneut über diese drei Disziplinen. Im Jahr darauf siegte sie in 4:15,55 min über 1500 Meter bei den Hallenasienmeisterschaften in Astana und belegte in 9:18,41 min den sechsten Platz über 3000 Meter. Im Mai siegte sie bei den Südostasienspielen in Phnom Penh über 1500, 5000 und 10.000 Meter sowie im Hindernislauf. Anschließend belegte sie bei den Asienmeisterschaften in Bangkok in 4:18,4 min den fünften Platz über 1500 Meter und gelangte im Hindernislauf mit 10:09,62 min auf Rang sechs. Im August schied sie bei den Weltmeisterschaften in Budapest mit 4:12,28 min in der Vorrunde über 1500 Meter aus. Im Oktober belegte sie bei den Asienspielen in Hangzhou in 4:24,19 min den siebten Platz über 1500 Meter und gelangte mit 9:57,13 min auf Rang sechs im Hindernislauf.
2025 belegte sie bei den Asienmeisterschaften in Gumi in 4:20,02 min den siebten Platz über 1500 Meter und klassierte sich mit 15:46,11 min auf dem sechsten Platz im 5000-Meter-Lauf. 
In den Jahren 2017 und von 2019 bis 2021 wurde Nguyễn vietnamesische Meisterin im 1500- und 5000-Meter-Lauf sowie im Hindernislauf sowie 2020 auch im 10.000-Meter-Lauf.

## Persönliche Bestleistungen
- 1500 Meter: 4:12,28 min, 19. August 2023 in Budapest
  - 1500 Meter (Halle): 4:15,55 min, 11. Februar 2023 in Astana (vietnamesischer Rekord)
  - 3000 Meter: 9:18,41 min, 10. Februar 2023 in Astana
- 5000 Meter: 15:46,11 min, 31. Mai 2025 in Gumi (vietnamesischer Rekord)
- 10.000 Meter: 33:13,23 min, 17. Dezember 2022 in Hanoi (vietnamesischer Rekord)
- 3000 m Hindernis: 9:43,83 min, 27. August 2018 in Jakarta (vietnamesischer Rekord)